# Баранов, Василий Григорьевич
Василий Григорьевич Баранов (10 апреля 1912, Смоленская губерния — 26 декабря 1978, Мурманск) — советский живописец-маринист, заслуженный работник культуры РСФСР (1976).

## Биография
Родился 10 апреля 1912 года в деревне Поташено Сычёвского уезда Смоленской губернии.
Окончил Ленинградское художественно-педагогическое училище в 1937 году. Член Союза Художников с 1961 года. Скончался 26 декабря 1978 года в Мурманске.

## Выставки
Участник выставок
- Областных:
  - с 1940 — в Мурманске.
- Региональных:
  - «Советский Север» (1964 — Архангельск, 1967 — Киров, 1969 — Петрозаводск, 1974 — Вологда).
- Республиканских:

1. «Победа» (1946 — Москва);
2. Военных художников (1952 — Москва);
3. «Художники-маринисты — Дню рыбака» (1968 — Мурманск).

- Зарубежных:

1. Произведений мурманских художников (1964, 1967, 1968, 1970, 1971, 1974, Норвегия, Финляндия, Швеция).

В 1970 в городе Мурманск была проведена персональная выставка работ художника.

## Работы художника
Работы хранятся в собрании Мурманского областного художественного музея, Мурманского областного краеведческого музея, Военно-морского музея Северного флота, в частных коллекциях в России и за рубежом.

## Награды
Награждён орденами Красного Знамени, Красной Звезды, медалями «За боевые заслуги», «За оборону Советского Заполярья», «За победу над Германией и Великой Отечественной войне 1941—1945 гг.» и др. Имя Баранова занесено в книгу Почёта Мурманской области.